# 私刑教育3
《私刑教育3》（英語：The Equalizer 3）是一部2023年美國動作驚悚片，由安東尼·法奎執導，李察·威克撰寫劇本。本片改編自1980年代電視劇《都市奇俠》，為2018年電影《私刑教育2》的續集，由丹佐·華盛頓、達科塔·芬妮、大衛·丹曼、索妮雅·阿瑪和雷莫·吉隆主演。劇情講述身手不凡的私刑者勞勃·麥考（Robert McCall，華盛頓飾演）開始喜歡上自己義大利南部的新住處且找到了歸屬，但發現自己的朋友們生活在當地黑手黨的威脅之下，迫使他挺身而出幫助那些無法發聲的弱小群眾，用他的方法伸張正義，為保護朋友而戰。
《私刑教育3》2023年9月1日在美國上映，影評口碑以正面居多。

## 劇情
在西西里岛的一間僻靜酒莊，黑幫老大羅倫佐·維塔爾和他未成年的孫子返家時，發現自己的手下被殺害。維塔爾在地下室發現被自己兩名部下用槍指著的前中央情報局特務勞勃·麥考。麥考直言維塔爾拿了不屬於他的物品，麥考是代人前來取回。維塔爾拒絕，並說明世界是弱肉強食。談判決裂後，在短短九秒內，麥考解決了在場所有人並處決維塔爾。麥考提著一個黑背包離開酒莊時，未殺維塔爾的孫子，但遭維塔爾的孫子從背後開槍。
麥考因傷勢過重企圖自絕，但子彈因剛剛的交火用完，自盡不成只好盡可能駕車離開。在阿马尔菲海岸因失血過多休克而昏倒，被當地的卡賓槍騎兵（警察）基歐·博努奇發現。基歐將他帶到老家阿尔托蒙特，一個偏遠的意大利海邊小鎮，由小鎮裡的老醫生恩佐·阿里西奧進行治療。恩佐基於過往的經驗，請基歐把槍傷當作摔傷，不要通報至警察系統。
麥考因腰背受傷，復原期間得靠拐杖走路，上下樓梯是一大難關。但也因此和當地人混熟，警察基歐和醫生恩佐皆未過問他的過往，也未翻看他的車子和背包。當地人慢慢地接納麥考這個美國佬，與他開玩笑，和善相待，咖啡店的老闆艾蜜娜邀他一起遊逛，品嘗這臨海小鎮的美食。他喜歡上這小鎮和鄉親，也發現小鎮受到黑幫的威脅。
威脅小鎮的黑幫領頭馬可.夸蘭塔，是那不勒斯黑幫克莫拉的老大文森.夸蘭塔的弟弟，馬可在小鎮四處收取保護費。而哥哥文森則在那不勒斯主持龐大的毒品生意，為了發展勢力和經營商業區，逼居民搬遷，不惜殺人威脅。
麥考無意間聽到馬可·夸蘭塔向海鮮店老闆安傑洛索討每月的保護費。麥考對幫派的名字感到耳熟，匿名打了電話給中央情报局金融行動組的基層探員艾瑪·柯林斯，提示她在西西里的羅倫佐·維塔爾擁有的莊園裡有不正常的葡萄酒交易。
艾瑪·柯林斯和其他CIA探員來到西西里岛，在維塔爾酒莊的儲藏室找到了數百萬現金和大量安非他命，證明麥考懷疑葡萄酒生意下有非法交易是正確的。探員們繼續追查流往那不勒斯的毒品。而艾瑪·柯林斯循線找到了麥考，詢問麥考為何將線索通報給僅是基層探員的她。麥考沒有正面回答，僅鼓勵艾瑪在工作上努力。
海鮮店老闆安傑洛交不出每月的保護費，為殺雞儆猴，小鎮黑幫的領頭馬可.夸蘭塔派人放火燒了安傑洛的海鮮店。警察基歐·博努奇調閱監視器，想追查縱火嫌犯，卻因為那不勒斯的警察局中有黑幫的臥底，通報了馬可。馬可派人綁架基歐的妻女，毆打並威脅基歐必須就範。基歐到恩佐·阿里西奧醫生處治傷，借住醫生家的麥考一眼即看出是黑道警告式的毆打傷痕，但醫生恩佐和警察基歐有志一同地堅持是摔傷。醫生在基歐離開後無奈地告訴麥考，小鎮多年受黑道威脅，黑道如癌症不斷復發，難以根治，只能學著相處。
過了幾天，基歐和妻女在餐廳吃晚飯，小鎮的黑幫領頭馬可.夸蘭塔帶著黑幫小弟到餐廳，當眾要求基歐替他們安排一艘船，因為馬可的哥哥文森需要運出被CIA追查甚急的那不勒斯毒品。在全餐廳人受到脅迫時，麥考發聲指出馬可不應該這樣威脅人，請馬可帶著他的人和他的生意離開小鎮，並在短短幾秒鐘內制服馬可，逼其黑幫小弟離開餐廳。心有未甘的馬可和其小弟打算趁夜殺掉麥考，逼迫警察基歐和鎮民就範，但尚未行動就反被麥考所殺。
發現弟弟被殺的黑幫老大文森.夸蘭塔，要求那不勒斯警局局長查出兇手，但局長拒絕合作，聲明文森的毒品生意已經因為西西里酒莊的毒品案而被盯上，他不可能再幫忙文森。憤怒的文森命人剁了警察局長的右手手掌，並在那不勒斯車站發動炸彈攻擊，以凸顯自己仍控制整個城市。
文森率眾到小鎮脅持了警察基歐.博努奇一家，以公開處決基歐為脅，強迫小鎮交出殺害馬可的兇手。麥考主動現身，要文森放過小鎮。文森本想當場射殺麥考，但發現鎮民非但不服從還紛紛鼓譟，海鮮店老闆安傑洛和醫生恩佐持槍衝出來保護麥考，沒有槍的鎮民們則拿出手機錄影要將文森的惡行公諸於世，文森撂下他會報復小鎮的狠話，狼狽離開。
受到威脅的小鎮在隔天的聖母祭典中祈求平安，而麥考為保護小鎮鎮民，當夜潛入那不勒斯文森的住處將文森一幫所有人全數處決，並讓文森死於自己販售的毒品之下。因為文森的死亡，那不勒斯和西西里的大宗毒品案被偵破。
艾瑪.柯林斯在車站的炸彈攻擊中負傷，麥考帶著黑背包到醫院探視，說明他會出現在西西里葡萄酒莊的緣由。原來麥考在擔任計程車司機（請見第2集）時，載到因詐騙而失去存款的老夫妻。麥考決定幫不幸的老夫妻討回存款，循線追至西西里的黑道老大維塔爾的酒莊，意外發現由葡萄酒生意掩護的毒品交易。他請艾瑪協助將裝在黑背包裡的存款還給那對老夫妻，並說明自己認識艾瑪的父母親（第1和第2集的布萊恩和蘇珊·普拉默）
在退休的老夫妻收到好心人返還的存款而喜於不必流落街頭的同時，麥考和小鎮鎮民在街上歡慶小鎮足球隊獲得了冠軍。

## 演員
- 丹佐·華盛頓飾演勞勃·麥考（Robert McCall）
- 達科塔·芬妮飾演艾瑪·柯林斯（Emma Collins）
- 大衛·丹曼飾演法蘭克·康羅伊（Frank Conroy）
- 索妮雅·阿瑪飾演綺雅拉·博努奇（Chiara Bonucci）
- 雷莫·吉隆飾演恩佐·阿里西奧（Enzo Arisio）
- 歐亨尼奧·馬斯特蘭德飾演基歐·博努奇（Gio Bonucci）
- 安德烈亞·薩爾杜齊奧（Andrea Scarduzio）飾演文生·夸蘭塔（Vincent Quaranta）
- 安德烈亞·多德羅（Andrea Dodero）飾演馬可·夸蘭塔（Marco Quaranta）
- 薩爾瓦托雷·魯奧可（Salvatore Ruocco）飾演薩爾瓦多（Salvatore）
- 蓋亞·斯考達里奧（Gaia Scodellaro）飾演艾蜜娜（Aminah）

## 製作

### 開發
2018年8月，安東尼·法奎宣佈有意推出《私刑教育2》的續集，並表示樂意把故事背景設定在國際。2022年1月，正式宣佈製作《私刑教育3》，丹佐·華盛頓回歸出演，而法奎洽談回歸執導續集。2022年6月，達科塔·芬妮參演。2022年10月，蓋亞·斯考達里奧（Gaia Scodellaro）參演。

### 拍攝
電影2022年10月19日在意大利阿馬爾菲海岸開始進行主體拍攝。

## 發行
《私刑教育3》定於2023年9月1日美國上映。

## 反响

### 評價
《私刑教育3》在爛番茄網站上基於149篇評論，新鮮度75%，平均得分6.2／10；該網站共識：「《私刑教育3》是安東尼·法奎和丹佐·華盛頓的又一部有趣之作，透過慷慨的宣洩動作戲彌補了其公式化的故事。」在Metacritic上，電影根據38位影評的打分而獲得58分（滿分100），代表「普遍好評」。

### 票房
| 上一届： 《GT：跨界玩家》 | 2023年美國週末票房冠軍 第35週 | 下一届： |

## 續集
2023年8月，法奎表示，已在探討開發一部詳細介紹勞勃·麥考起源的前傳電影。使用抗衰老技術讓華盛頓看起來更年輕是一種選擇，同時他也會考慮讓約翰·大衛·華盛頓或麥可·B·喬丹來扮演該角。同月，法奎還表示，雖然內部討論《私刑教育3》按時間順序排列是系列最後一部電影，但若丹佐·華盛頓有興趣重返扮演該角，那自己同樣有意在未來的電影中回歸擔任導演。

## 外部連結
- 互联网电影数据库（IMDb）上《私刑教育3》的资料（英文）